# Trang viên ở Konradów

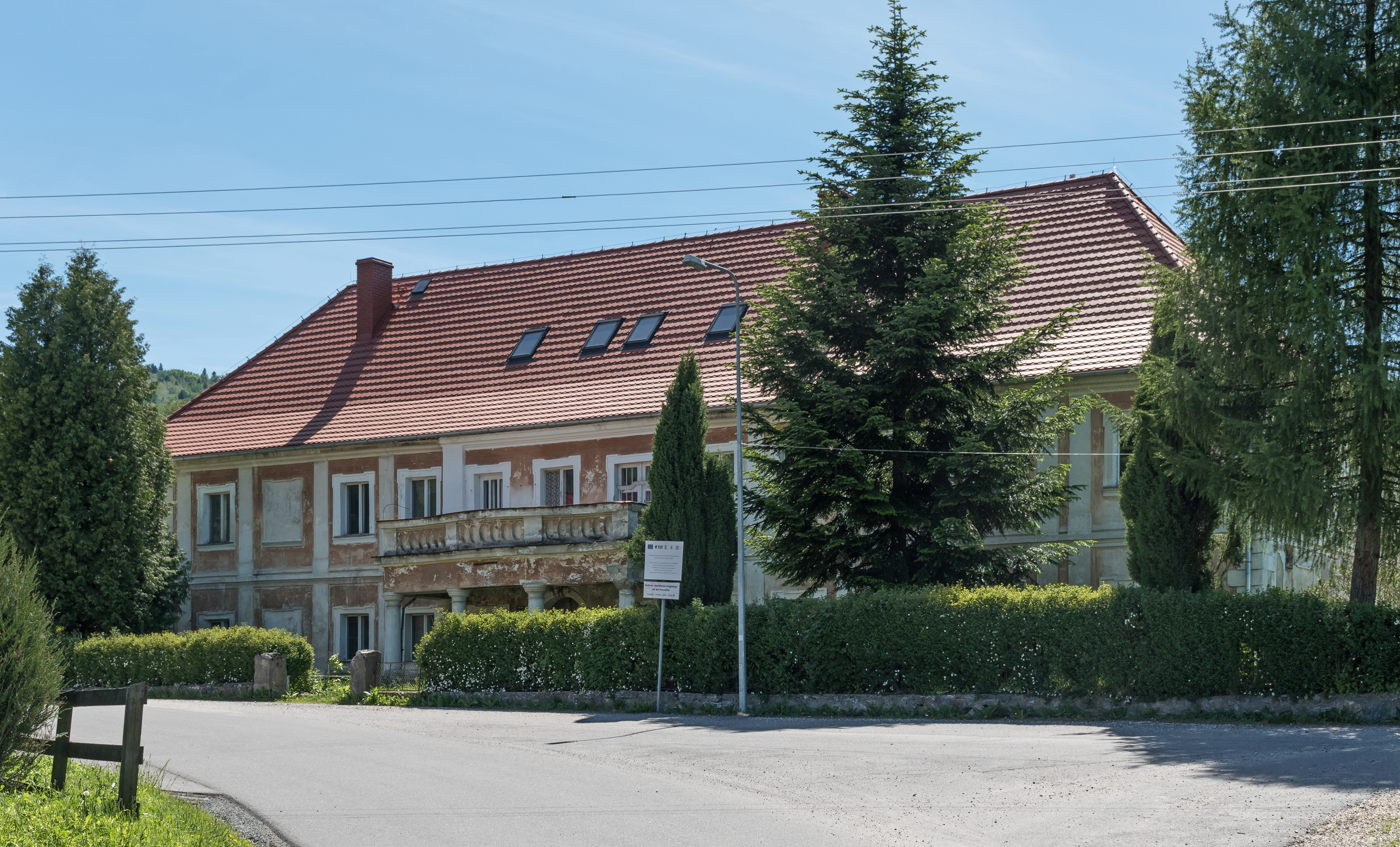
Trang viên ở Konradów (2017)

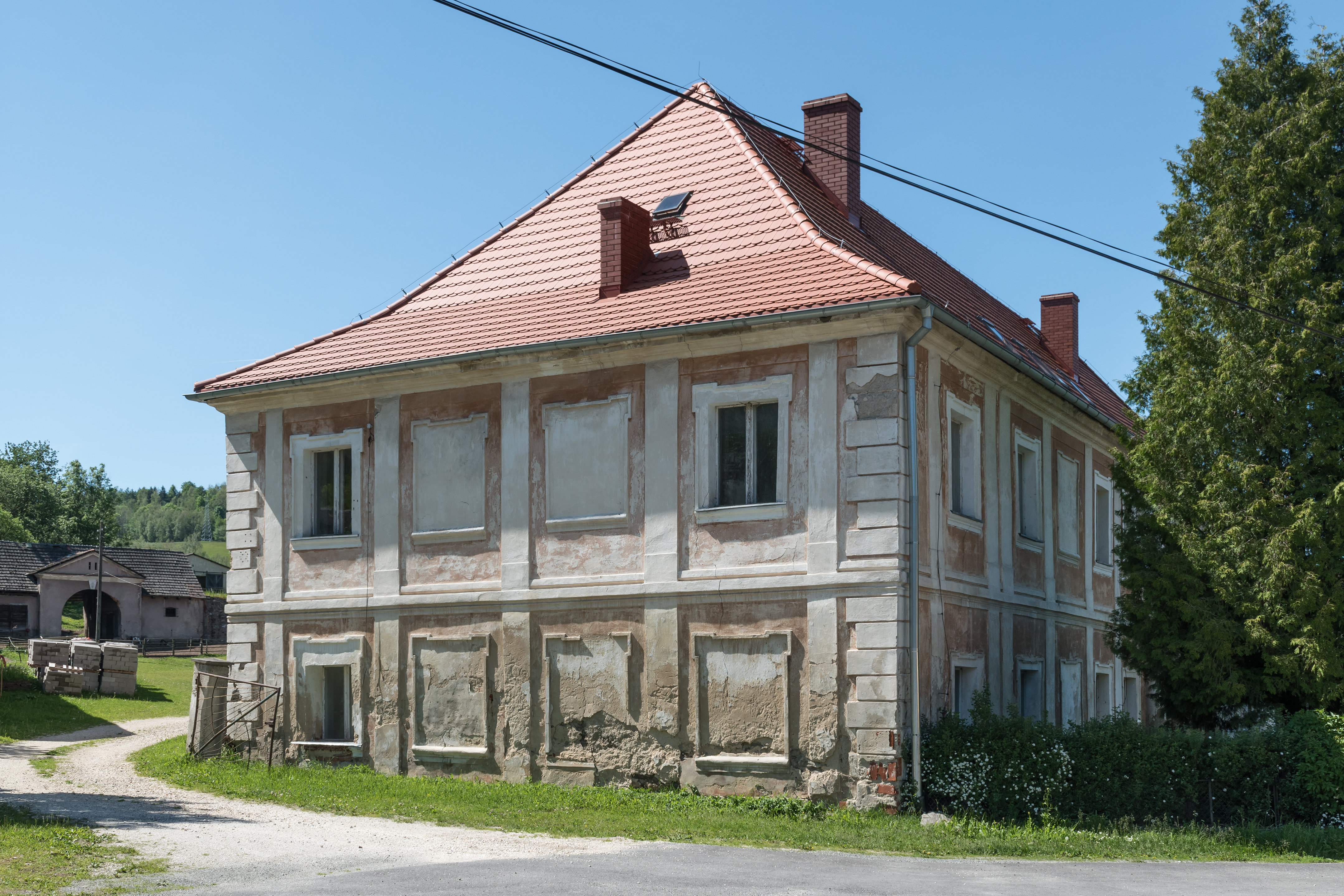
Nhìn từ phía Đông-Nam (2017)

Trang viên ở Konradów (tiếng Ba Lan: Dwór w Konradowie) là một trang viên lịch sử được xây dựng theo phong cách Baroque từ cuối thế kỷ 18, tọa lạc tại ngôi làng Konradów, thị trấn Kłodzko, huyện Kłodzki, tỉnh Dolnośląskie ở miền tây nam Ba Lan. Trang viên có tên trong sổ đăng ký di tích.

## Lịch sử hình thành
Chủ sở hữu trang viên đầu tiên là quý tộc Johann Anton von Frobel vào thế kỷ 18. Vào những năm 1970, trang viên này được tái thiết nhiều lần với ý định chuyển thành khu nghỉ mát, nhưng ý tưởng này không thể biến thành hiện thực.
Sau khi Chiến tranh thế giới thứ hai kết thúc, công trình kiến trúc này được chính quyền Ba Lan tiếp quản và quốc hữu hóa. Cho đến đầu những năm 1990, trang viên này được sử dụng như một tòa nhà hành chính và nơi ở cho nhân viên Xí nghiệp Công nghiệp và Nông nghiệp ở Trzebieszowice. Hiện nay, trang viên vẫn có người ở, mặc dù một số phòng bị bỏ trống.

## Kiến trúc
Toàn bộ thiết kế của trang viên đặc trưng bởi phong cách tối giản hóa, cả về hình thức lẫn các chi tiết kiến trúc. Nó bộc lộ sự vụng về từ các thợ xây dựng địa phương nghiệp dư. Nội thất được bố trí trong căn nhà theo dụng ý chỉ chú trọng vào mặt chức năng, với nguyên tắc hai gian điển hình ở hai bên với một lối đi ở chính giữa.